# Hultagöl (Alseda socken, Småland)
Hultagöl är en sjö i Vetlanda kommun i Småland och ingår i Emåns huvudavrinningsområde.